# ブラック・レイン (カクテル)
ブラック・レイン (Black Rain) とは、スパークリング・ワインベースのカクテルである。色はカクテルには珍しい漆黒である。このカクテルにはブラック・サンブーカが用いられており、カクテルの色調は、この黒色のリキュールによる。独特の薬草風味が特徴である。
オーストラリアのホテルで生まれたカクテルである。

## 由来
カクテル名は松田優作の遺作でもある映画『ブラック・レイン』に由来している。

## 標準的なレシピ
- スパークリング・ワインもしくはシャンパン ： ブラック・サンブーカ ＝ 4：1 〜 9：1

### 作り方
フルート型シャンパン・グラスにブラック・サンブーカを注ぎ、冷やしたスパークリング・ワインで満たしてごく軽くステアする。

### 備考
- シャンパンとブラック・サンブーカの割合は、飲む人の好みに合わせて調節されることがある。
- なるべく炭酸が二酸化炭素となって逃げないように、ステアはごく軽くしか行わない。

## バリエーション
ブラック・サンブーカを、クレーム・ド・カシス（カシス・リキュール）に変えると、「キール・ロワイヤル」となる。